# Cololejeunea sanctae-helenae
Cololejeunea sanctae-helenae är en bladmossart som beskrevs av M.Wigginton. Cololejeunea sanctae-helenae ingår i släktet Cololejeunea och familjen Lejeuneaceae. Inga underarter finns listade i Catalogue of Life.